# Comitê Mundial Contra a Guerra e o Fascismo
O Comitê Mundial Contra a Guerra e o Fascismo foi uma organização internacional que se propunha a combater o fascismo na década de 1930. Naquela década, Adolf Hitler havia chegado ao poder na Alemanha, a Itália de Mussolini invadiu a Etiópia e eclodiu a Guerra Civil Espanhola. Na época, a Internacional Comunista formulou a teoria do “terceiro período”, que considerava que o capitalismo estaria passando por uma crise estrutural que desencadearia uma iminente guerra imperialista conta a União Soviética, e que o fascismo seria um dos reflexos dessa crise. Embora grande parte dos membros do Comitê fossem comunistas cuja prioridade era lutar pela defesa da União Soviética, diversos pacifistas de destaque também foram membros ou apoiadores o Comitê. O Comitê Mundial patrocinou subcomitês de mulheres e estudantes, e comitês nacionais foram formados na Espanha, Inglaterra, México, Estados Unidos, Brasil e Argentina. Os comitês femininos foram particularmente ativos e contaram com lideranças feministas relevantes, como a francesa Gabrielle Duchêne, a inglesa Sylvia Pankhurst e a espanhola Dolores Ibárruri.

## Contexto e antecedentes
Em 1932, o Japão ocupou a Manchúria e o apoio os nazistas cresceu na Alemanha, de modo que a União Soviética passou a temer ataques das potências capitalistas. Na época, a Internacional Comunista havia formulado a teoria do “terceiro período”, que considerava que o capitalismo estaria passando por uma crise estrutural que desencadearia uma iminente guerra imperialista contra a União Soviética, e que o fascismo seria um dos reflexos dessa crise. Os comunistas deveriam lutar, pois, contra uma possível agressão à União Soviética.
Em 1927, o comunista alemão Willi Münzenberg fundou a Liga Contra o Imperialismo, mas esta encerrou suas atividades em 1931. Em 1932, no final de agosto, Münzenberg organizou o Congresso Mundial Contra a Guerra Imperialista em Amsterdã. Ele teve o cuidado de evitar a inclusão de nomes russos, além de Máximo Gorki, em suas convocações. O congresso foi anunciado com o nome "Congresso Mundial Contra a Guerra Imperialista" nos veículos comunistas e apenas como "Congresso Mundial Contra a Guerra" na mídia convencional. Os escritores Romain Rolland e Henri Barbusse enviaram os convites para o congresso.
O congresso realizou-se em Amsterdã nos dias 27 e 29 de agosto de 1932, com a presença de mais de 2.000 delegados de 27 países. A maioria dos delegados presentes no congresso não era comunista, no entanto, muitos deles faziam parte de organizações ligadas aos Partidos Comunistas de seus países ou eram conhecidos por serem simpáticos à União Soviética. A necessidade de defender a União Soviética foi o assunto mais discutido no congresso, no qual foi fundado o Comitê Mundial Contra a Guerra Imperialista. Willi Münzenberg foi a força por trás da organização do Comitê Mundial, que, num primeiro momento, foi sediado em Berlim. Münzenberg convenceu uma série de influentes pacifistas a participarem do comitê; além de Barbusse, Rolland e Górki, Albert Einstein, Heinrich Mann, Bertrand Russell, Havelock Ellis, Theodore Dreiser, John Dos Passos, Upton Sinclair e Sherwood Anderson aderiram à organização.
Romain Rolland criticou o controle de Münzenberg sobre o comitê e foi contra o estabelecimento de sua sede em Berlim. O Comitê Executivo da Internacional Comunista também se mostrou descontente com as visões de Münzenberg e o substituiu por Georgi Dimitrov. No início de 1933, Adolf Hitler foi nomeado chanceler da Alemanha e o Comitê Mundial teve que mudar sua sede para Paris. Em seguida Dimitrov foi preso, acusado de ser um dos responsáveis pelo incêndio do Reichstag, e Münzenberg novamente assumiu a liderança do comitê.

## Fundação
A União Antifascista dos Trabalhadores Europeus foi fundada em junho de 1933, no Congresso Europeu de Trabalhadores Antifascistas, celebrado no Salle Pleyel, em Paris. Essa organização fundiu-se com o Comitê Mundial Contra a Guerra Imperialista em agosto de 1933 para formar o Comitê Mundial Contra a Guerra e o Fascismo. O Comitê ficou conhecido como "Amsterdã–Pleyel", em razão dos locais que originaram sua fundação. A organização foi liderada por Henri Barbuse, André Gide e André Malraux. Dois comunistas alemães, Alfred Kurella e Albert Norden, se ocuparam das tarefas rotineiras.
O Comitê Mundial Contra a Guerra e o Fascismo definiu como seus objetivos a "coordenação de ações em todo o mundo contra a guerra e o fascismo", convocando "os trabalhadores manuais e intelectuais de todos os partidos, sindicatos e tendências, os camponeses e membros das classes médias, os jovens e as mulheres". Os estreitos vínculos do Comitê Mundial com o comunismo eram publicamente conhecidos, porém o Comitê chegou a atrair o apoio de indivíduos de outras tendências políticas.

## Atividades

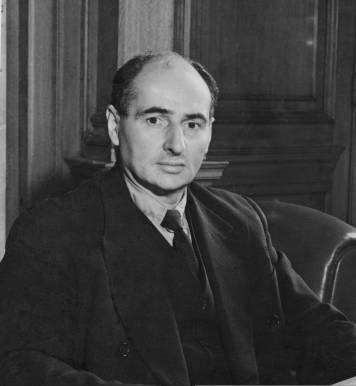
John Strachey, secretário do Comitê para Coordenação de Atividades Antifascistas fundado em 1934, em Londres

Entre 1933 e 1934, o Comitê Mundial organizou congressos para coordenar as atividades antifascistas da juventude, das mulheres e estudantes. O Comitê Mundial de Estudantes Contra a Guerra e o Fascismo foi criado em um desses congressos, assim como o Comitê Mundial das Mulheres Contra a Guerra e o Fascismo. No dia 27 de abril de 1934, as lideranças dos Partidos Comunistas europeus se encontraram em Moscou, onde receberam instruções da Internacional Comunista. Depois de agosto de 1934, o Comitê Mundial passou a contar com o apoio financeiro dos comunistas e do Comintern, patrocinando a criação de novos órgãos contra a guerra e o fascismo, como os periódicos Vendredi, na França; Futuro, no México; e Claridad, em Buenos Aires. Em 1939, o Comitê organizou uma Conferência Internacional em Defesa da Paz e da Humanidade, realizada em Paris entre os dias 13 e 14 de maio.

### Comitê Mundial das Mulheres
A feminista francesa Gabrielle Duchêne foi convidada por Romain Rolland e Henri Barbusse para o Congresso de Amsterdã, e tornou-se uma das secretárias do Comitê. Em 1934, Duchêne organizou um Congresso Mundial de Mulheres Contra a Guerra e o Fascismo, em Paris, e passou a presidir o então formado Comitê Mundial das Mulheres Contra a Guerra e o Fascismo. O comitê contou com o apoio de feministas inglesas importantes, como Charlotte Despard, Sylvia Pankhurst, Ellen Wilkinson, Vera Brittain e Storm Jameson. No mesmo ano, o Comitê Mundial das Mulheres publicou o seu manifesto.
Em 1935, o Comitê Mundial das Mulheres Contra a Guerra e o Fascismo uniu suas forças com a Liga Contra o Imperialismo e a União dos Trabalhadores Negros em defesa da liberdade de expressão e pelo fim das violências nas colônias europeias na África e Ásia. O Comitê Mundial das Mulheres teve um papel ativo no apoio ao Comitê Internacional pela Defesa do Povo Etíope, que realizou sua primeira reunião em 2 de setembro de 1935, pouco antes da eclosão da Segunda Guerra Ítalo-Etíope em outubro daquele ano. O Comitê Mundial das Mulheres ainda organizou um último congresso, mais uma vez em Paris, no ano de 1937.

### Espanha
Em meados de 1933, uma delegação do Comitê Mundial entrou em contato com grupos de mulheres na Espanha para estudar a possibilidade de estabelecer um Comitê de Mulheres espanhol alinhado ao Comitê Mundial. Dolores Ibárruri afirmou para a delegação que "ela não encontraria dificuldade com as mulheres comunistas". A delegada francesa afirmou que gostaria de entrevistar também as mulheres socialistas, mas não o fez pois lhe faltava tempo. O Comitê Espanhol de Mulheres Contra a Guerra e o Fascismo foi criado e mantido pelo Partido Comunista da Espanha (PCE). Em agosto de 1934, o Comitê espanhol enviou delegadas para o  Congresso Mundial das Mulheres Contra a Guerra e o Fascismo em Paris. Dolores Ibárruri liderou o grupo, que incluía também duas republicanas e duas comunistas, Encarnación Fuyola e Irene Falcón. O Comitê espanhol encerrou suas atividades em outubro de 1934, em decorrência da repressão que se seguiu à greve dos mineiros nas Astúrias.
Em 13 de agosto de 1936, o Comitê Mundial Contra a Guerra e o Fascismo organizou uma conferência em Paris para arrecadar fundos aos antifascistas na Guerra Civil Espanhola.

### Inglaterra
A União Britânica de Fascistas de Oswald Mosley organizou um grande comício no salão de Olympia em Londres, em junho de 1934. Uma contramanifestação foi convocada, e o comício terminou em um conflito no qual muitos saíram feridos. Um Comitê para Coordenação de Atividades Antifascistas foi fundado, tendo John Strachey como secretário e apoiado pelo Comitê Mundial Cora a Guerra e o Fascismo. Quando a União Britânica de Fascistas organizou uma manifestação de 3.000 fascistas no Hyde Park, em Londres, no dia 9 de setembro de 1934, o Comitê de Strachey convocou uma contramanifestação que contou com a participação de 20.000 antifascistas.
A seção inglesa do Comitê de Mulheres Contra a Guerra e o Fascismo publicou uma "Carta das Mulheres" exigindo o direito das mulheres casadas trabalharem e o estabelecimento de clínicas para o controle de natalidades, bem como a dissolução das organizações fascistas. Por influência da militante de esquerda Melita Norwood, a Associação de Funcionárias e Secretárias Mulheres passou a colaborar com o Comitê Mundial de Mulheres, bem como a organização feminista Six Point Group e a União Nacional das Professoras. O Partido Trabalhista britânico proscreveu o Comitê, denunciando-o como uma organização comunista.
A seção inglesa do Comitê de Mulheres Contra a Guerra e o Fascismo publicou a revista mensal Women To-day, que tinha como público alvo as mulheres interessadas nos assuntos mundiais e nos problemas sociais, ainda que a revista também tratasse sobre os grandes temais nacionais. A seção inglesa também defendia o fim da indústria armamentista em prol da produção de bens úteis para a sociedade em geral. Isso causou algumas tensões quando as militantes de esquerda do Comitê passaram a apoiar os Republicanos na Guerra Civil Espanhola. O Comitê Mundial de Mulheres ajudou a seção inglesa a prestar suporte para as mulheres espanholas durante a guerra civil. A seção inglesa do Comitê Mundial de Mulheres foi dissolvida logo após o início da Segunda Guerra Mundial.

### Estados Unidos
Os delegados americanos do Congresso de Amsterdã de 1932 criaram um Comitê Americando de Luta Contra a Guerra, que logo depois mudou seu nome para Liga Americana Contra a Guerra e o Fascismo. Esse grupo teve o apoio de proeminentes intelectuais americanos, e afirmava ter milhões de membros filiados. Maior parte dos pacifistas americanos que apoiavam a Liga sabiam de suas ligações com o comunismo, mas estavam dispostos a tolerar tal fato, tendo em vista a eminência de uma grande guerra.
Ella Reeve Bloor, militante do Partido Comunista dos Estados Unidos, assistiu ao congresso de mulheres em Paris em 1934 e foi eleita para o Comitê Mundial. Ela se tornou membro do Comitê Nacional Executivo da Liga Americana Contra a Guerra e o Fascismo, e neste cargo não mediu esforços para unificar os movimentos trabalhistas e pacifistas.

### Brasil
Em fevereiro de 1933, inspirados pelo Congresso de Amsterdã de 1932, militantes da Liga Comunista (LC) e do Partido Comunista do Brasil (PCB) reuniram-se para a formação de um Comitê Antiguerreiro. No dia 2 de março foi publicado no periódico A Platea um comunicado do Comitê Antiguerreiro paulista convocando para o dia seguinte uma reunião na sede da Lega Lombarda, e anunciou a recente fundação do Comitê de Frente Única Antiguerreira de São Paulo, aderente do Comitê de Frente Única Contra a Guerra Imperialista do Rio de Janeiro, e que o Comitê nacional seria filiado ao Comitê Mundial Contra a Guerra e o Fascismo.
Cerca de um mês depois, o Comitê Antiguerreiro iniciou as suas atividades. Um panfleto do Comitê Antiguerreiro do Rio de Janeiro convocava uma “Grande Conferência da Frente Única Antiguerreira do Rio de Janeiro” que se realizaria na Escola Nacional de Belas Artes no dia 15 de março. No dia 11 de junho, durante cerimônia lembrando o assassinato do deputado socialista italiano Giacomo Matteotti, foi proposta pelo militante trotskista Aristides Lobo a formação de uma Frente Única Antifascista (FUA), fundada formalmente no dia 25 daquele mês. Apesar de não ter aderido à FUA, o PCB e o Comitê Antiguerreiro irão participar de algumas de suas atividades, como os comícios de 14 de novembro e de 15 de dezembro, contra a atuação da Ação Integralista Brasileira (AIB) e o 25 de janeiro de 1934, em comemoração ao aniversário da cidade de São Paulo. Pressionado pelo Comitê Central do Rio de Janeiro, o Comitê Regional paulista do PCB e o Comitê Antiguerreiro deixaram de participar das atividades da FUA após este último comício e iniciaram uma violenta campanha contra ela. O jornal paulista A Vanguarda Estudantil, ligado ao PCB, passou a publicar duras críticas à FUA, chamando-a de “frente única de tapeação” que visava ofuscar a legítima frente única do Comitê Antiguerreiro, promovido pelo PCB desde o início de 1933.
As forças antifascistas brasileiras se uniram novamente na Batalha da Praça da Sé, em outubro de 1934. No entanto, existem divergências entre as fontes no que diz respeito à convocação da contramanifestação anti-integralista. O trotskista Fúlvio Abramo relaciona a contramanifestação com a atuação da FUA, enquanto o comunista Eduardo Maffei atribuiu o trabalho de convocação e preparo da contramanifestação ao papel do PCB e do Comitê Antiguerreiro.